# Weichselbaum (Burgenland)
Weichselbaum is een gemeente in de Oostenrijkse deelstaat Burgenland, gelegen in het district Jennersdorf (JE). De gemeente heeft ongeveer 700 inwoners.

## Geografie
Weichselbaum heeft een oppervlakte van 12,17 km². Het ligt in het uiterste zuidoosten van het land.
Kadastrale gemeenten zijn Krobotek, Rosendorf en Weichselbaum.
Deutsch Kaltenbrunn · Eltendorf · Heiligenkreuz im Lafnitztal · Jennersdorf · Königsdorf · Minihof-Liebau · Mogersdorf · Mühlgraben · Neuhaus am Klausenbach · Rudersdorf · Sankt Martin an der Raab · Weichselbaum
- Gemeinsame Normdatei: 4470539-6
- Virtual International Authority File: 235687193